# Shinobu Ishihara
Shinobu Ishihara (石原 忍?, Ishihara Shinobu; Tokyo, 25 settembre 1879 – Penisola di Izu, 3 gennaio 1963) è stato un oculista giapponese, noto per aver creato il test di Ishihara per individuare il daltonismo.
Era un medico di guerra.

## Biografia e carriera
Ishihara si laureò in medicina nel 1905 e prestò immediatamente servizio nell'Esercito Imperiale Giapponese in qualità di dottore, esercitando principalmente la funzione di chirurgo. Successivamente si specializzò in oftalmologia. 
Nel 1908 ritornò all'Università di Tokyo e si dedicò alla ricerca in oftalmologia. Nel 1910 iniziò a lavorare presso l'Army Medical College, dove gli fu chiesto di ideare un test, a cui poter sottoporre le reclute militari, per poter rilevare la presenza di anomalie nella visione dei colori.
Il suo assistente era un medico affetto da daltonismo che lo aiutò a preparare le tavole per il test. Le prime tavole furono create da Ishihara con i colori ad acqua utilizzando dei caratteri hiragana.

## Test dei colori di Ishihara
Il nome Ishihara è conosciuto in tutto il mondo grazie al test dei colori di Ishihara, creato nel 1918. Ancora oggi, il suo test rimane la scelta preferenziale per l'individuazione delle anomalie nella percezione dei colori.
Ishihara ha sviluppato un grafico per determinare l'acutezza visiva ed un'apparecchiatura per rilevare la presbiopia, entrambi strumenti largamente utilizzati in Giappone. Inoltre, egli ha dato un notevole contributo nello studio del tracoma e della miopia.
Nel 1918 Ishihara entrò nel corso di specializzazione in oftalmologia presso l'Università Imperiale di Tokyo, diventando allievo del Prof. Jujiro Komoto, noto per essere stato il primo professore di oftalmologia all'Università Imperiale di Tokyo. 
In seguito, si recò in Germania per proseguire nei suoi studi, sotto la guida dei professori tedeschi Wolfgang Stock, Theodor Axenfeld e Carl von Hess, conosciuti per i loro studi sulle patologie oculistiche e per il contributo dato nella ricerca delle relative cure.
Tornato nel suo paese di origine, nel 1922 Ishihara diventò il successore del Prof. Komoto e venne nominato professore e presidente presso il Dipartimento di Oftalmologia dell'Università Imperiale di Tokyo. Vi rimase fino al 1940.

## Vita personale
Shinobu Ishihara condusse una vita molto modesta, senza alcun interesse per i beni materiali. Egli era molto stimato dai suoi allievi i quali, dopo il suo pensionamento, costruirono per lui una casetta situata nei pressi di una sorgente idrotermale sulla penisola di Izu.
Egli continuò ad esercitare la professione di medico senza richiedere alcun corrispettivo economico. Come si usava all'epoca, i suoi pazienti lasciavano dei prodotti ortofrutticoli o delle piccole somme di denaro come segno di ringraziamento.
Dopo aver coperto le sue spese, Ishihara restituiva i soldi restanti agli abitanti del villaggio.
Questi fondi furono utilizzati per costruire una biblioteca e una sala di studio per i bambini del villaggio, un giusto tributo nei confronti di un benefattore di tutto rispetto che visse nel villaggio fino al giorno della sua morte, avvenuta nel 1963.